# Jiutaisaurus
Jiutaisaurus ("ještěr z Ťiou-tchai") byl rod sauropodního dinosaura, žijící v období spodní až svrchní křídy (geologické stupně apt až cenoman, asi před 125 až 94 miliony let) na území dnešní severovýchodní Číny (provincie Ťi-lin).

## Historie a popis
Fosilie tohoto sauropodního dinosaura (holotyp s katalogovým označením CAD-02) z kladu Titanosauriformes byly objeveny v sedimentech souvrství Qantou u vesnice Si-ti (Xidi) a sestávají z 18 artikulovaných ocasních obratlů. Na jejich základě popsal taxon J. xidiensis jako nový rod i druh sauropoda v roce 2006 tým čínských paleontologů. Rozměry tohoto sauropoda nelze s jistotou odhadnout.

## Paleoekologie
Jiutaisaurus zřejmě sdílel ekosystémy s dalšími dinosaury, z nichž přímo ve stejném souvrství byly objeveny dva rody – ornitopod Changchunsaurus a rohatý dinosaurus Helioceratops.